# Ah ! Les Belles Familles
Pour plus de détails, voir Fiche technique et Distribution.
Ah ! Les Belles Familles (Le belle famiglie) est un film italo-français réalisé par Ugo Gregoretti, sorti en 1964.
C'est un film composé de quatre sketches. Steno a collaboré au scénario du dernier épisode, qui est avec Totò.

## Synopsis
- Le Prince charmant (Il principe azzurro) : le monde imaginaire d'une pauvre paysanne maltraitée ne rend sa situation que plus difficile.
- Jalousie (Il bastardo della regina) : une aristocrate embauche un valet pour rendre son mari jaloux, mais rien ne se passe comme prévu.
- Accord mutuel (La cernia) : quand c'est le dragueur qui se fait voler sa compagne.
- Aimer, c'est un peu mourir (Amare è un po' morire) : une femme soigne à la fois son mari et son amant.

## Fiche technique
- Titre : Ah ! Les Belles Familles
- Titre original : Le belle famiglie
- Réalisation : Ugo Gregoretti
- Scénario : Ugo Gregoretti et Steno
- Photographie : Aiace Parolin
- Musique : Armando Trovajoli
- Pays d'origine : Italie - France
- Format : Noir et blanc - Mono
- Genre : comédie
- Date de sortie : 1964

## Distribution
- Annie Girardot : Maria
- Totò : Filiberto Comanducci
- Jean Rochefort : le marquis Osvaldo
- Sandra Milo : Esmeralda
- Nanni Loy : Uberto
- Adolfo Celi : Professeur Della Porta
- Tony Anthony : Luigi
- Susy Andersen : Carla
- Jone Salinas
- Angelo Infanti
- Lars Bloch
- Giovanni Petrucci